# Karmasan
Karmasan (rus. Кармасан) je rijeka u europskom dijelu Rusije, protječe u Baškiriji. Lijevi je pritoka rijeke Belaje.
Svoj tok započinje iz izvora 3 km jugo‑zapadno od sela Blagovara u Čišminskom rajonu, ulijeva se u rijeku Belaju 387 km iznad njenog ušća. Duljina Duljina Karmasana je 128 km, ukupan pad rječnog korita po vodenoj površini je 154 m. Pri tome obrazuje prosječni nagib od 1,2 %, srednje povišen nagib je 1,1 %. Slivno područje rijeke je 1.780 km², gustoća riječne mreže je mala (0,3 km/km²). Prosječna visina sliva je 161 m.
Slivno područje karakterizira valoviti teren. U donjem dijelu široko su rasprostranjeni gips i vapnenac, a time i razvoj krških fenomena (ponori, vrtače).
Riječna dolina uglavnom je ravna, mjestimično trapezna ili nejasno izražena. Padine su blage, poprečne.

## Pritoci
- lijevi – Batkak, Karjaka, Karjaka, Mišida
- desni – Karmala, Tabuljdak, Sartovka, Šemjak, Sikijazka